# Pyré
Pyré je kulinářský výraz pro jemně zpracovanou hmotu, která vznikla jako výsledek šlehání, drcení, mixování, rozmělnění, pasírování, kvedlání nebo šťouchání.
Nejčastěji se takto zpracovávají dužiny ovoce a zeleniny (jablko, hruška, mrkev, rajče, brokolice, …), ale i exotických plodů (např. maracuja) nebo bylinek. Před servírováním se často zdobí, např. nastrouhaným sýrem nebo kokosem; nakrájeným šnitlikem, bobkovým listem apod. Servíruje se čerstvé, protože většinou podléhá rychlé zkáze. Vzhledem k tomu, že téměř všechna pyré se připravují a podávají zastudena, obsahuje tak větší množství vitamínů než tepelně zpracované pokrmy či přílohy.
Co do konzistence je podobný (ovocným či jiným) protlakům, ale rozdíl mezi nimi je v tom, že zatímco protlak figuruje spíše jako surovina pro přípravu dalších pokrmů, pyré (zejména po vhodném ozdobení) vynikne jako samostatný pokrm (přesnídávka či svačina) nebo dezert.

## Etymologie
Pyré pochází z francouzského purée, což je výraz pro kašičku, protlak nebo břečku.